# Anne Carson
  Anne Carson    (Toronto, 21 de juny de 1950) és una poeta, assagista, traductora, classicista i professora canadenca. Formada a la Universitat de Toronto, Carson ha impartit classes de clàssiques, literatura comparada i escriptura creativa en universitats dels Estats Units i el Canadà des del 1979, incloses la McGill, Michigan, NYU i Princeton. Ha publicat més de vint llibres d'escrits i traduccions, i ha estat guardonada amb les beques Guggenheim i MacArthur. També ha rebut el premi literari Lannan, dos premis Griffin de poesia, el premi T. S. Eliot i el premi Princesa d'Astúries. Des de 2005 és membre de l'Orde del Canadà per la seva contribució a les lletres canadenques.

## Obra seleccionada

### Obres
- Eros the Bittersweet (1986)[1]
- Short Talks (1992)[2]
- Glass, Irony, and God (1995)[3] – inclou "The Glass Essay"
- Plainwater (1995)[4]
- Autobiography of Red (1998)[5]
- Economy of the Unlost (1999)[6]
- Men in the Off Hours (2000)[7]
- The Beauty of the Husband (2001).[8] La bellesa del marit; Traducció de Núria Busquet i Molist; Vaso Roto Ediciones (2023)
- Decreation (2005).[9] Decreació; Traducció de Núria Busquet i Molist; Vaso Roto Ediciones (2023)
- Nox (2010)[10] – inclou la traducció de Catul 101
- Antigonick (2012)[11] – versió d'Antígona de Sòfocles
- Red Doc> (2013)[12] – continuació d'Autobiography of Red
- Nay Rather (2013)[13]
- The Albertine Workout (2014).[14] Albertine. Rutina d'exercicis: Traducció de Núria Busquet i Molist; Vaso Roto Ediciones (2023)
- Float (2016)[15]
- Norma Jeane Baker of Troy (2019)[16] – versió d'Helena d'Eurípides

### Traduccions
- Electra (2001)[17] – Electra de Sòfocles
- If Not, Winter (2002)[18] – poesia de Safo de Lesbos
- Grief Lessons (2006)[19] – Hèracles, Hècuba, Hipòlit i Alcestis d'Eurípides
- An Oresteia (2009)[20] – Agamèmnon d'Èsquil, Electra de Sòfocles i Orestes d'Eurípides
- Iphigenia Among the Taurians (2014)[21] – Ifigenia a Tàuride d'Eurípides
- Antigone (2015)[22] – Antígona de Sòfocles
- Bakkhai (2015)[23] – Les bacants d'Eurípides